# Leonel Álvarez
Leonel de Jesús Álvarez Zuleta (ur. 29 lipca 1965 w Remedios) – piłkarz kolumbijski grający na pozycji defensywnego pomocnika.

## Kariera klubowa
Álvarez jest wychowankiem klubu Independiente Medellín. W lidze kolumbijskiej zadebiutował już w wieku 18 lat w 1983 roku. Przez 5 lat gry w tym klubie nie wywalczył jednak znaczących sukcesów, a Independiente nie walczyło o mistrzostwo kraju (ostatnie zdobyło jeszcze w latach 50.). W 1988 roku przeszedł do lokalnego rywala, Atlético Nacional. Rok później awansował z nim do finału Copa Libertadores. Wystąpił w obu finałowych meczach z paragwajską Olimpią Asuncion (0:2, 2:0) i swoją postawą przyczynił się do wywalczenia przez klub pierwszy raz w historii tego trofeum. W 1990 roku Álvarez grał w Americe Cali, ale wkrótce wyjechał do Europy.
Leonel został graczem Realu Valladolid. W sezonie 1990/1991 wystąpił w Primera División w 21 meczach i zajął z klubem 11. miejsce w lidze. W 1991/1992 wystąpił w 14 meczach i spadł z drużyną do 2. ligi (ostatnie miejsce), jednak generalnie w Hiszpanii nie wiodło mu się najlepiej i nie prezentował takiej formy jak w ojczyźnie.
Latem 1992 Álvarez wrócił do Kolumbii i przez 4 lata grał w Americe Cali. Jeszcze w tym samym roku wywalczył mistrzostwo kraju, ale w kolejnych latach nie osiągał już z klubem z Cali większych sukcesów. W 1996 roku trafił do Dallas Burn, które przystępowało do nowo powstałej Major League Soccer. W Dallas pokazał się z całkiem dobrej strony. Wystąpił w 22 meczach drużyny i zdobył 3 gole oraz awansował do fazy play-off, jednak zespół odpadł już w 1. rundzie po meczach z Kansas City Wizards. Po sezonie trafił do meksykańskiego CD Veracruz, gdzie spotkał swoich trzech rodaków: gdzie spotkał aż trzech swoich rodaków: René Higuitę, Alexisa Mendozę oraz Ivána Valenciano. Zespół ten pomimo tak dobrych zawodników nie odniósł jednak sukcesów i ponosił więcej porażek jak zwycięstw. W 1998 roku Leonel wrócił do Dallas. Rozegrał tam niepełne 2 sezony ponownie pokazując się z dobrej strony, a pod koniec 1999 roku trafił do New England Revolution. W 2000 roku odpadł z nim już w ćwierćfinale play-off, a w 2001 w ogóle nie awansował do tej fazy. Grę w MLS zakończył na 128 występach i 3 golach.
W 2002 roku Leonel po północnoamerykańskich wojażach wrócił do Kolumbii. Najpierw rok grał w Deportivo Pereira, a następnie przeszedł do Quindio Armenia, w którym grał do końca 2004 roku i wtedy w wieku 39 lat zakończył piłkarską karierę.

## Kariera reprezentacyjna
W reprezentacji Kolumbii Álvarez zadebiutował 14 lutego 1985 w wygranym 1:0 towarzyskim meczu z Polską. Swojego pierwszego i jedynego gola zdobył już w trzecim występie w kadrze, a Kolumbia w czerwcu 1987 zremisowała 1:1 z Ekwadorem. W tym samym roku był w kadrze na Copa América 1987, na którym z Kolumbią zajął 3. miejsce (zagrał w 4 meczach). 2 lata później rozegrał 4 mecze na Copa América 1989, ale Kolumbia nie wyszła z grupy.
W 1990 roku Álvarez był członkiem kadry na Mistrzostwa Świata we Włoszech. Tam był podstawowym obrońcą kadry i zagrał we wszystkich meczach Kolumbii: grupowych z ZEA (2:0), z Jugosławią (0:1), RFN (1:1), a potem wystąpił także w meczu 1/8 finału z Kamerunem, który piłkarze z Afryki wygrali po dogrywce 2:1 i awansowali do ćwierćfinału.
4 lata później Álvarez pojechał na Mistrzostwa Świata w USA. Tam, podobnie jak we Włoszech, wystąpił we wszystkich meczach: z Rumunią (1:3), z USA (1:2) oraz ze Szwajcarią (2:0), a Kolumbia odpadła z turnieju już po fazie grupowej.
W swojej karierze Leonel wystąpił także w trzech kolejnych turniejach Copa América: Copa América 1991 (7 meczów, 4. miejsce), Copa América 1993 (6 meczów, 3. miejsce) oraz Copa América 1995 (6 meczów, 3. miejsce).
Swój ostatni mecz w kadrze Álvarez rozegrał 7 września 1997 roku, a Kolumbia zremisowała z Salwadorem 2:2. Łącznie w reprezentacji Kolumbii wystąpił w 101 meczach i zdobył 1 gola. Pod względem występów w kadrze Kolumbii znajduje się na drugiej liście wszech czasów za Carlosem Valderramą, który w kadrze wystąpił 111 razy.